# Dörfles-Esbach
Dörfles-Esbach är en kommun i Landkreis Coburg i Regierungsbezirk Oberfranken i förbundslandet Bayern i Tyskland.
Kommunen bildades 1 januari 1971 genom en sammanslagning av kommunerna Coburg bei Coburg och Esbach.